# Северозападни универзитет
Северозападни универзитет (енгл. Northwestern University) је приватни универзитет у Еванстону. Основан 1851. године да служи бившој северозападној територији, најстарији је лиценцирани универзитет у Илиноису. Сматра се да је пријем веома селективан.
Бивши и садашњи алумни чине бројни шефови држава, 2 добитника Филдсове медаље, 23 добитника Нобелове награде, 44 добитника Пулицерове награде, 23 стипендиста Макартура, 28 стипендиста Маршала, 94 члана Америчке академије уметности и науке, 19 стипендиста Роудса, 10 живих милијардера и 24 освајача олимпијских медаља.